# Đường hô hấp

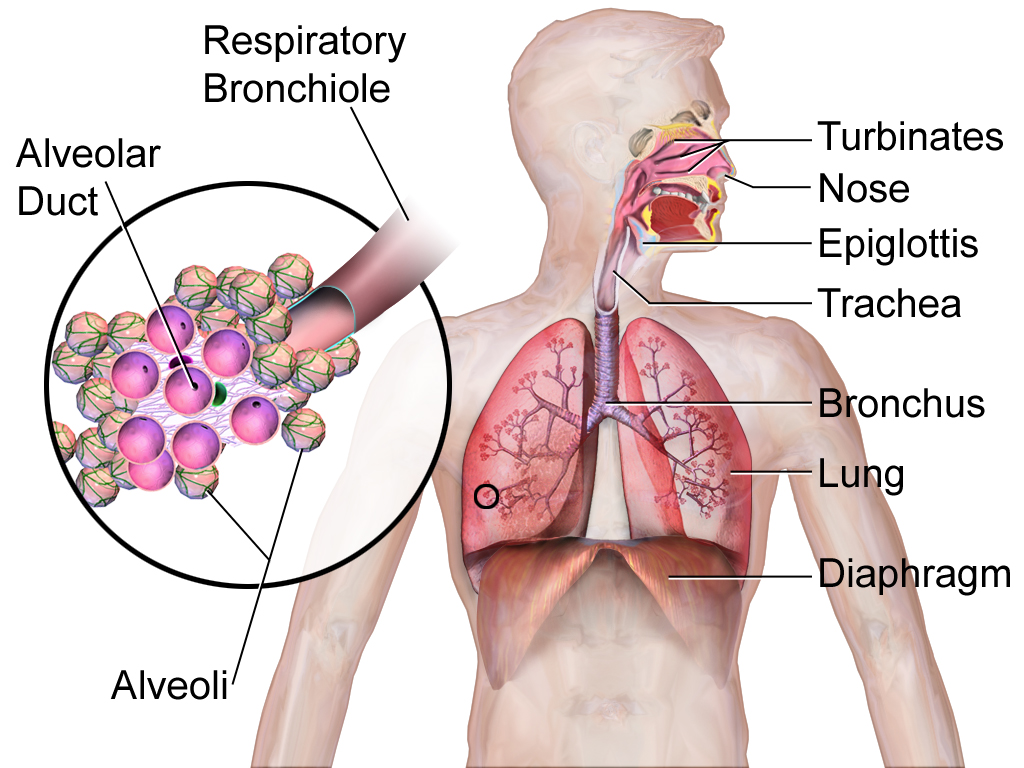
HÌnh ảnh mô tả hệ hô hấp của cơ thể.

Ở người, đường hô hấp là một phần của giải phẫu hệ hô hấp liên quan đến quá trình hô hấp.  Không khí được hít vào qua mũi hoặc miệng.  Trong khoang mũi, một lớp màng nhầy hoạt động như một bộ lọc và bẫy các chất ô nhiễm và các chất có hại khác được tìm thấy trong không khí.  Tiếp theo, không khí di chuyển vào hầu họng, một lối đi có chứa giao điểm giữa thực quản và thanh quản.  Việc mở thanh quản có nắp đặc biệt của sụn, các nắp thanh quản, mở ra để cho phép không khí đi qua nhưng đóng cửa để ngăn chặn thực phẩm khỏi di chuyển vào đường thở.
Từ thanh quản, không khí di chuyển vào khí quản và xuống giao lộ tạo thành nhánh phế quản phải và trái (chính).  Mỗi nhánh phế quản này thành phế quản thứ cấp (thùy) phân nhánh thành phế quản cấp ba (phân đoạn) phân nhánh thành các đường dẫn khí nhỏ hơn gọi là phế quản cuối cùng kết nối với các cấu trúc chuyên biệt nhỏ gọi là phế nang có chức năng trao đổi khí.
Phổi nằm trong khoang ngực, được bảo vệ khỏi tổn thương vật lý bởi lồng xương sườn.  Ở đáy phổi là một tấm cơ xương gọi là cơ hoành.  Cơ hoành ngăn cách phổi với dạ dày và ruột.  Cơ hoành cũng là cơ chính của hô hấp liên quan đến hơi thở, và được kiểm soát bởi hệ thống thần kinh giao cảm.
Phổi được bọc trong một màng huyết thanh tự gập lại để tạo thành màng phổi - một hàng rào bảo vệ hai lớp.  Màng phổi nội tạng bao phủ bề mặt của phổi, và màng phổi bên ngoài được gắn vào bề mặt bên trong của khoang ngực.  Màng phổi bao quanh một khoang gọi là khoang màng phổi chứa dịch màng phổi.  Chất lỏng này được sử dụng để làm giảm lượng ma sát mà phổi gặp phải trong quá trình thở.